# خازوق ملولب

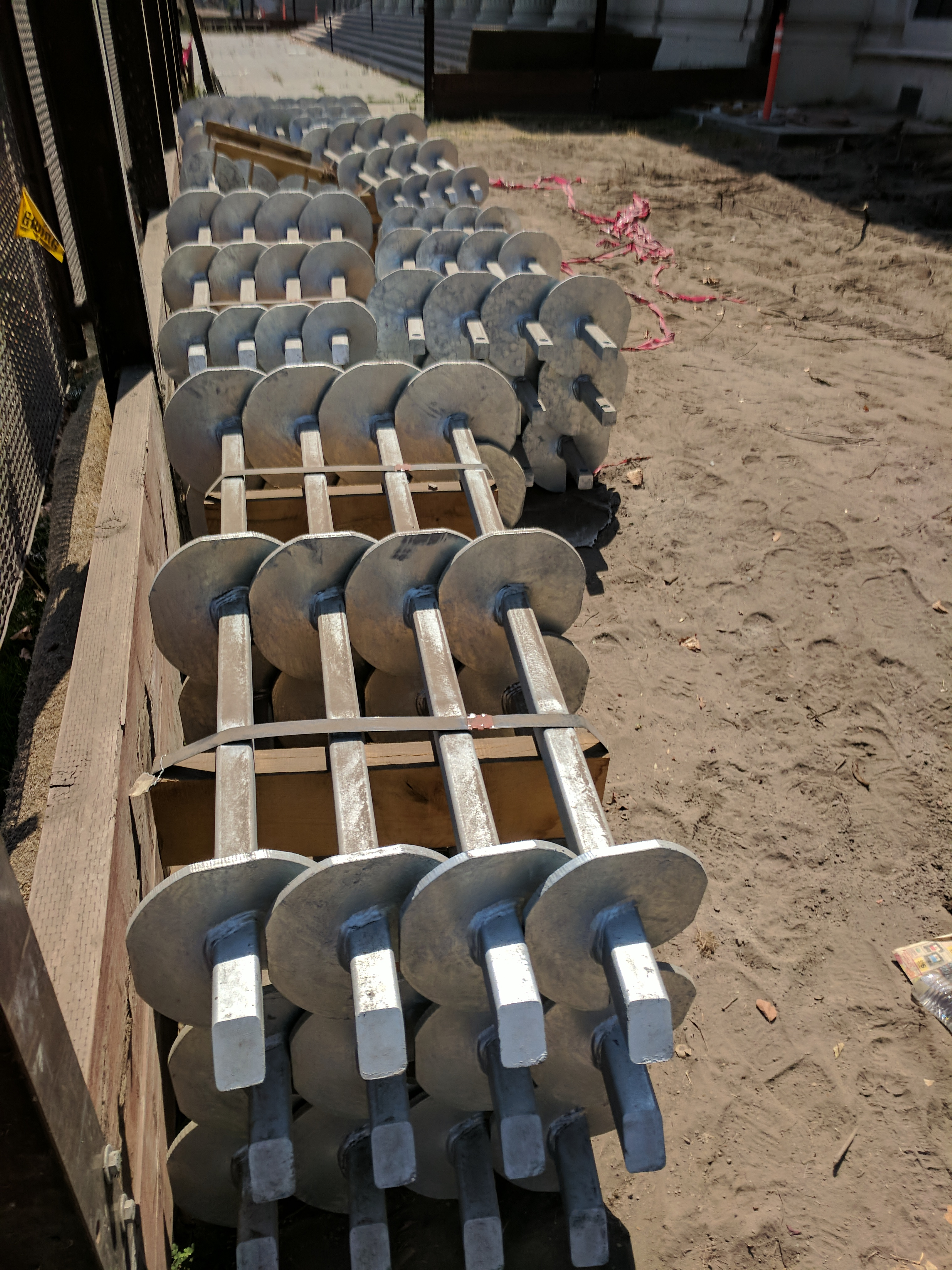
المراسي الحلزونية.

الخوازيق الملولبة، التي يشار إليها أحيانًا على أنها مسامير لولبية، وخوازيق ملولبة، وخوازيق حلزونية، ومسامير حلزونية هي نظام تثبيت لولبي صلب ومسامير أرضية تستخدم لبناء الأسس العميقة . تُصنع الخوازيق الملولبة باستخدام أحجام مختلفة من مقاطع مجوفة أنبوبية للخازوق أو مسامير الممر المجوف. 
ينقل الممر المجوف للخازوق حمل الهيكل إلى الخازوق. يتم لحام الألواح الفولاذية الحلزونية في الممر المجوف للخازوق وفقًا لظروف الأرض المقصودة. يمكن تشكيل الحلزونات بالضغط إلى ميلان محدد أو تتكون من ألواح مسطحة ملحومة بممر الخازوق المجوف بميلان محدد. يتم تحديد عدد الحلزونات, أقطارها, موضعها على الممر المجوف للخازوق بالإضافة إلى سمك اللوح الفولاذي من خلال: 
1. متطلبات تحميل تصميم الهيكل المشترك
2. العوامل الجيوتقنية
3. عوامل الصدأ البيئي
4. عمر التصميم الأدنى للهيكل الذي يتم دعمه أو تقييده.

تخضع مقاطع الخوازيق الفولاذية الملولبة لمعايير التصميم ومعايير رموز البناء الخاصة بمنطقة التصنيع. 

## التركيب
يتم غرز الخوازيق الملولبة في الأرض مثل المسمار في الخشب. يتم تثبيت الخوازيق الملولبة باستخدام معدات مختلفة للردم مزودة بمرفقات هيدروليكية دوارة. تختلف الآلات من زلق و توجيه الرافعات إلى 5 طن خلال حفارات 80 طن. تتراوح  رؤوس القدرة الهيدروليكية الدوارة بقدرات عزم الدوران بين 5000  نانومتر إلى 500000   نانومتر. تقوم ملحقات دافعة خاصة بتوصيل الخازوق الملولب بالجهاز. تعتبر تقنيات التثبيت الصحيحة ذات أهمية قصوى لوصول لنتائج التصميم الهندسي والتسوية. من المحتمل أن تؤدي الأساليب غير الصحيحة إلى ضعف أداء الخازوق بشكل عام. 

## الاستخدام الحديث والفوائد
لا تزال أسس الخوازيق اللولبية تستخدم على نطاق واسع، وقد امتد استخدامها من المنارات إلى السكك الحديدية، الاتصالات السلكية واللاسلكية، والطرق، والعديد من الصناعات الأخرى التي تتطلب تركيبًا سريعًا، أو في المكان الذي تتم أعمال البناء فيه بالقرب من هياكل موجودة. 
تستخدم معظم الصناعات أسس الخوازيق اللولبية نظرًا للتكلفة المنخفضة  - وبشكل متزايد - التأثير البيئي المنخفض. يعني «شد» الأسس الموجودة في الأرض أن هناك إزاحة أقل للتربة وبالتالي لا يلزم نقل التربة الزائدة من الموقع، مما يوفر تكاليف النقل ويقلل من آثار الكربون في المشروع. 
تشمل المزايا الرئيسية لأساسيات الخوازيق اللولبية ما يلي: أوقات أقصر للمشروع، وسهولة التركيب، وسهولة الوصول، والحد من آثار الكربون، وسهولة الإزالة عندما لا تكون الأساسات مطلوبة، وتقليل المخاطر على القوى العاملة، وتخفيض التكاليف. 
كما أنها مناسبة لكل من أحمال الشد والضغط، بحيث يتم استخدامها أيضًا للصواري والعلامات والهياكل المحتجزة. 